# Lovčovice
Lovčovice település Csehországban, a Třebíči járásban. Lovčovice Dešná, Bačkovice, Radotice és Menhartice településekkel határos. Lakosainak száma 60 fő (2024. január 1.).

## Népesség
A település lakosságának változását az alábbi diagram mutatja:
| Lakosok száma | 119  | 125  | 136  | 70   | 77   | 56   | 59   | 65   | 63   | 60   |
|               | 1869 | 1900 | 1921 | 1961 | 1980 | 2011 | 2016 | 2019 | 2021 | 2024 |